# Euryattus leopoldi
Euryattus leopoldi is een spinnensoort in de taxonomische indeling van de springspinnen (Salticidae).
Het dier behoort tot het geslacht Euryattus. De wetenschappelijke naam van de soort werd voor het eerst geldig gepubliceerd in 1938 door Carl Friedrich Roewer.